# فرودگاه جنینه
فرودگاه جنینه (به انگلیسی: Geneina Airport) یک فرودگاه با کد یاتا EGN است . این فرودگاه در شهر جنینه کشور سودان قرار دارد .

## شرکت‌های هواپیمایی و مقصدهای پروازی
| شرکت‌های هواپیمایی | مقصدهای پروازی |
| ----------------- | -------------- |
| Badr Airlines     | خرطوم          |
| بافلو ایرویز      | خرطوم          |
| سودان ایرویز      | خرطوم          |
| Tarco Airlines    | خرطوم          |